# Carl Josua Wretholm
Carl Josua Wretholm, född 8 november 1802 i Strängnäs, död 31 augusti 1866 i Haparanda, var en svensk läkare.
Wretholms far Anders Johan Wretholm etablerade sig som tryckerifaktor i Härnösand. Därför kom familjen till Ångermanland och Wretholm utexaminerades från Härnösands gymnasium 1823. År 1824 blev han student vid Uppsala universitet, där han blev medicine kandidat 1832, medicine licentiat 1834 och medicine doktor 1835; år 1836 examinerades han som kirurgie magister vid Collegium medicum. Wretholm var tillförordnad extra provinsialläkare i Västerbottens lappmarker 1835–1837 och då stationerad i Lycksele. År 1837 blev han den första provinsialläkaren i det nyinrättade Haparanda provinsialläkardistrikt, först som tillförordnad och från 1844 som ordinarie. Med ett kortare avbrott för tjänstgöring i Östersund år 1848 stannade han på posten till sin död. Från 1862 var Wretholm även läkare vid det 1861 öppnade lasarettet i Haparanda. Han blev 1866 ett av kolerans första dödsoffer i den epidemi som då grasserade på orten med ett trettiotal avlidna.
Wretholm var riddare av Vasaorden. Han gifte sig 1839 med Maria Lovisa Callmeijer, som var köpmansdotter från Uleåborg. Makarna fick flera barn.